# A pankrátor
A pankrátor (The Wrestler) 2008-ban bemutatott amerikai filmdráma Darren Aronofsky rendezésében Mickey Rourke főszereplésével. A film forgatását 2008 januárjában kezdték. A filmet a 2008. évi Velencei Filmfesztiválon mutatták be, ahol elnyerte a fesztivál fődíját az Arany Oroszlánt.

## Történet
Randy "Ram" Robinson (Mickey Rourke) egy kiégett pankrátor a kilencvenes évekből, aki kénytelen abbahagyni a versenyzést, mert egyik mérkőzése után szívrohamot kap. Így teljes munkaidőben vállal állást egy vegyeskereskedésben. Éjszakánként sztriptízbárba jár, ahol megismerkedik az egyik táncosnővel, Cassidyvel (Marisa Tomei), közöttük gyengéd érzelmek szövődnek. Van egy lánya is, akivel a kapcsolata nem tökéletes, s az újra egymásra találás egy átmulatott éjszaka miatt nem következik be. Randy végképp csalódik, s Cassidy, ill. a doktorai tanácsa ellenére újra a porondra lép régi riválisa, The Ayatollah (Ernest Miller) ellen...

## Szereplők
| Szerep                | Színész                | Magyar hang        |
| --------------------- | ---------------------- | ------------------ |
| Randy                 | Mickey Rourke          | Schneider Zoltán   |
| Cassidy               | Marisa Tomei           | Kováts Adél        |
| Stephanie             | Evan Rachel Wood       | Bogdányi Titanilla |
| Lenny                 | Mark Margolis          | Cs. Németh Lajos   |
| Wayne                 | Todd Barry             | Sipos Imre         |
| Nick Volpe            | Wass Stevens           |                    |
| Scott Brumberg        | Judah Friedlander      |                    |
| Bob (Az Ajatollah)    | Ernest Miller          | Koncz István       |
| Necro Butcher         | Dylan Keith Summers    |                    |
| Tommy Rotten          | Tommy Farra            | Karácsonyi Zoltán  |
| Lex Lethal            | Mike Miller            |                    |
| Nő a beléptetésnél    | Marcia Jean Kurtz      |                    |
| Adam                  | John D'Leo             |                    |
| Mentő                 | Ajay Naidu             |                    |
| Larry Cohen, promoter | Gregg Bello            |                    |
| Greg                  | Scott Siegel           |                    |
| Spotter               | Maurizio Ferrigno      |                    |
| Jen                   | Donnetta Lavinia Grays |                    |
| Alyssa                | Andrea Langi           |                    |
| Dr. Moayedizadeh      | Armin Amiri            |                    |

## Díjak, jelölések
- Velencei Nemzetközi Filmfesztivál (2008)
  - díj: Arany Oroszlán – Darren Aronofsky
- Oscar-díj (2009)
  - jelölés: legjobb férfi főszereplő – Mickey Rourke
  - jelölés: legjobb női mellékszereplő – Marisa Tomei
- BAFTA-díj (2009)
  - díj: legjobb férfi főszereplő – Mickey Rourke
  - jelölés: legjobb női mellékszereplő – Marisa Tomei
- Golden Globe-díj (2009)
  - díj: legjobb eredeti film betétdal – Bruce Springsteen: „The Wrestler”
  - díj: legjobb férfi színész (dráma) – Mickey Rourke
  - jelölés: legjobb női mellékszereplő – Marisa Tomei